# 耶路撒冷电影资料馆

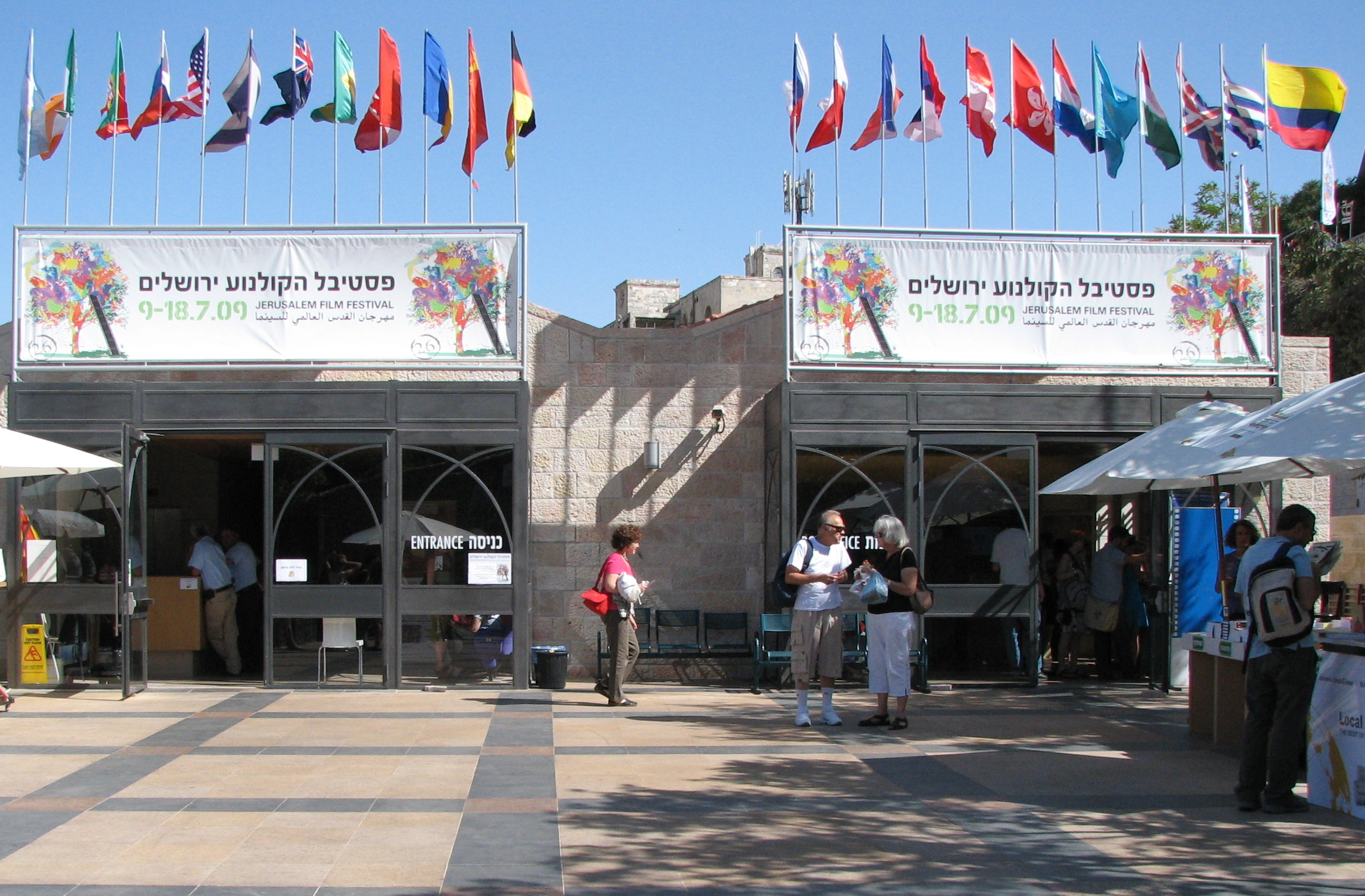
耶路撒冷电影资料馆

耶路撒冷电影资料馆（Jerusalem Cinematheque）是一个电影资料馆，位于以色列耶路撒冷。
耶路撒冷电影资料馆创建于1973年。最初设于市中心的阿格伦街，1981年迁往俯瞰旧城城墙，靠近欣嫩子谷的新楼。 
耶路撒冷电影资料馆收藏1920年代至今的电影档案。